# Ejecución por arma de fuego

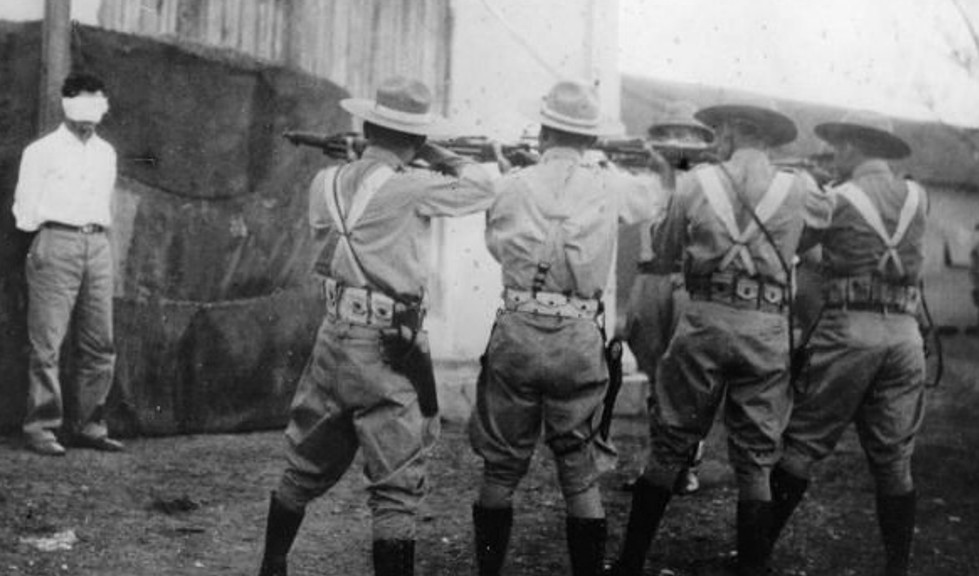
Batallón de fusilamiento de Batista en Cuba

La ejecución por arma de fuego es un método de ejecución a menor escala que el fusilamiento, que consiste en ejecutar a un condenado por disparos a manos de gente civil; esta variante no es tan estricta, ya que difiere del fusilamiento en que, en este último, los militares tienen el deber de seguir disparando al condenado por un tiempo más prolongado.

## China
Tradicionalmente, el método de ejecución en China era un disparo en la nuca con pistola. Dicho método ha cambiado por un disparo en la parte posterior del cuello con un fusil de asalto cargado con una bala de punta hueca, lo cual suele producir la destrucción de la parte superior del cráneo del condenado.

## Taiwán
Se emplea un método similar al de China, pero el fusil se apunta hacia el pecho del condenado.

## Tailandia
Con anterioridad a la adopción de la inyección letal, el condenado era inmovilizado con correas sujetado a un poste. Un solo verdugo disparaba una ráfaga corta (tres balas) con un subfusil HK MP5 apuntando al corazón del reo por medio de una estructura, de modo que el verdugo tan sólo tenía que apretar el gatillo.